# 索基里奇
50°51′57″N 25°29′48″E / 50.86583°N 25.49667°E
索基里奇（烏克蘭語：Сокиричі），是烏克蘭的村落，位於該國西部沃倫州，由盧茨克區負責管轄，始建於1902年，面積2.24平方公里，海拔高度186米，2001年人口640，人口密度每平方公里285.71人。